# Leave It All To Me
"Leave It All to Me" – tytułowa piosenka serialu Nickelodeona iCarly. Wykonuje ją Miranda Cosgrove z Drakiem Bellem. Utwór został napisany przez Michaela Corcorana. Polską skróconą czołówkę, która występuje na początku serialu, wykonuje  Justyna Bojczuk. Piosenka ta pokonała utwór "Best of Both Worlds" Miley Cyrus z serialu Hannah Montana na liście przebojów Billboard Hot 100.